# Cristelo (Paredes de Coura)
Cristelo ist ein Ort und eine ehemalige Gemeinde (Freguesia) im nordportugiesischen Kreis Paredes de Coura. Die Gemeinde hatte 318 Einwohner (Stand 30. Juni 2011).
Am 29. September 2013 wurden die Gemeinden Cristelo und Bico zur neuen Gemeinde União das Freguesias de Bico e Cristelo zusammengeschlossen.